# Panneau de signalisation de direction complémentaire en France
Sans le domaine de la signalisation routière de direction, les panneaux de signalisation complémentaire de type D70 sont destinés à informer l’usager des destinations desservies par la prochaine sortie, bifurcation ou itinéraires spéciaux. Ils sont composés de registres rectangulaires.

## Histoire
Les autoroutes n’ont été créées qu’en 1955 et par ailleurs il n’était fait nulle part mention, dans la loi, de chaussées séparées, contrairement à une opinion couramment répandue. C’est ce qui explique que la signalisation des autoroutes n’a pas fait l’objet d’une attention immédiate.
Ce n’est qu’avec l’instruction du 22 mars 1982, que les panneaux d'avertissement apparaissent. Les panneaux actuellement en vigueur ne sont plus ceux de 1982.

## Sortie
Il existe trois panneaux de signalisation complémentaire de sortie.
| Code | Type d’information | Registres | Registres | Registres | Photographie |
| Code | Type d’information | Nombre    | Couleur   | Contenu | Photographie |
| ---- | --- | --------- | --------- | --- | ------------ |
| D71  | Informe l’usager des destinations desservies par la prochaine sortie, pour lesquelles la continuité du jalonnement n’est pas toujours assurée | 1         | Blanc     | Indication « Prochaine sortie : » complétée par une ou plusieurs mentions. |              |
| D72  | Signalisation complémentaire des différentes sorties desservant une agglomération                                                             | 1         | Blanc     | Sur deux lignes, l’indication « Accès à… » suivie du nom de l’agglomération concernée, complétée par l’énumération des sorties identifiées chacune par un symbole SE2b ou SE2c avec le numéro de sortie. |              |
| D73  | Présignalisation complémentaire de sortie | 2         | Blanc     | Supérieur : symbole SE2b ou SE2c avec le numéro de sortie Inférieur : distance de la sortie. |              |

## Bifurcation
Il existe deux panneaux de signalisation complémentaire de bifurcation autoroutière.
| Code | Type d’information                                                                         | Registres | Registres | Registres | Photographie |
| Code | Type d’information                                                                         | Nombre    | Couleur   | Contenu | Photographie |
| ---- | ------------------------------------------------------------------------------------------ | --------- | --------- | --- | ------------ |
| D74a | Présignalisation complémentaire de bifurcation autoroutière, avec des numéros d'autoroutes | 2         | Bleu      | Supérieur : Symbole SE3 suivi des numéros des autoroutes en encart sur fond rouge Inférieur : distance de la bifurcation. |              |
| D74b | Présignalisation complémentaire de bifurcation autoroutière, sans numéro d'autoroute       | 2         | Bleu      | Supérieur : symbole SE3 Inférieur : distance de la bifurcation.                                                           |              |

## Itinéraire spéciaux
Il existe deux panneaux de signalisation complémentaire d'itinéraires spéciaux.
| Code | Type d’information | Registres | Registres                                          | Registres | Photographie |
| Code | Type d’information | Nombre    | Couleur                                            | Contenu |              |
| ---- | ------------------ | --------- | -------------------------------------------------- | --- | ------------ |
| D79a | Itinéraire “ S ”   | 2         | Supérieur : bleu, vert ou blanc. Inférieur : jaune | Supérieur : la (ou les) mention(s) Inférieur : sur une ligne le mot “ suivre ” suivi du symbole SU1.                                                                                             |              |
| D79b | Itinéraire “ Bis ” | 2         | Supérieur : jaune Inférieur : blanc                | Supérieur : symbole SC20 suivi de la (ou des) mentions (s) Inférieur : sur une première ligne, le mot “ suivre ”, sur une seconde ligne, la mention, éventuellement dans un encart vert ou bleu. |              |

## Sources
- Arrêté du 24 novembre 1967 modifié relatif à la signalisation des routes et des autoroutes.
- Instruction interministérielle du 22 mars 1982 relative à la signalisation de direction.
- Norme NF P 98-532-4 - Caractéristiques typologiques des panneaux directionnels - juin 1991